# Dębiaki
Dębiaki (do 1968 Hyki-Dębiaki, 1968–1977 Chyki-Dębiaki) – wieś w Polsce położona w województwie podkarpackim, w powiecie mieleckim, w gminie Tuszów Narodowy.
W XIX wieku Hyki lub Hyjki i Dębiaki znajdowały się w powiecie mieleckim Królestwa Galicji i Lodomerii i należały do Parafii Wszystkich Świętych w Chorzelowie, miały 233 mieszkańców. Właścicielem tabularnym  wsi Hyki lub Hyjki z Dębiakami i Groblem był baron M. Hirsch.
W latach 1975–1998 miejscowość administracyjnie należała do województwa rzeszowskiego.
Przez miejscowość przepływa niewielka rzeka Babulówka, dopływ Wisły.